# Ruth Kinna
Ruth Ellen Kinna (ur. marzec 1961) – historyczka i teoretyczka anarchizmu. Jest profesorką filozofii politycznej na Uniwersytecie Loughborough, pracuje na Wydziale Polityki, Historii i Relacji Międzynarodowych. Od 2007 jest redaktorką gazety Anarchist Studies.
Kinna ukończyła historię i politykę ze stopniem bachelor’s degree (w przybliżeniu odpowiednik licencjatu) na Queen Mary University of London, posiada stopień PhD z polityki na Uniwersytecie Oksfordzkim. W 1992 roku rozpoczęła pracę na Loughborough University. Jej dalsza praca skupiała się na analizie myśli socjalistycznej Williama Morrisa (1834-1896). Jest autorką książki Anarchism – A Beginners Guide, pogłębionego studium koncepcji politycznej anarchizmu.